# بول كريستيانو (باحث)
بول كريستيانو هو باحث أمريكي في مجال الذكاء الاصطناعي، تتركز أبحاثه وأعماله بشكل خاص على محاذاة الذكاء الاصطناعي، وهو المجال الفرعي لأبحاث سلامة الذكاء الاصطناعي الذي يهدف إلى توجيه أنظمة الذكاء الاصطناعي نحو ما يفيد المصالح البشرية.  كان يقود سابقًا فريق محاذاة نموذج اللغة في شركة OpenAI وأصبح مؤسسًا ورئيسًا لمركز أبحاث المحاذاة غير الربحي (ARC) الواقع في بيركلي، كاليفورنيا، والذي يعمل على محاذاة الذكاء الاصطناعي النظري وتقييم نماذج التعلم الآلي .   في عام 2023، تم تسمية كريستيانو كواحد من أكثر 100 شخصية مؤثرة في مجال الذكاء الاصطناعي وفقًا لمجلة تايم ( TIME 100 AI).  
في سبتمبر 2023، تم تعيين كريستيانو في المجلس الاستشاري لفريق عمل Frontier AI التابع للحكومة البريطانية.  وهو أيضًا أحد الأمناء الأوائل على صندوق المنفعة الطويلة الأجل التابع لشركة أنثروبيك . 

## الحياة الشخصية
كريستيانو متزوج من أجيا كوترا من مؤسسة أوبن فيلانتروبي . 

## روابط خارجية
- الموقع الشخصي